# Цыбульская, Валентина Ивановна
Валенти́на Ива́новна Цыбу́льская (бел. Валянціна Іванаўна Цыбульская; род. 19 февраля 1968, Ростов-на-Дону) — белорусская легкоатлетка, специалистка по спортивной ходьбе. Выступала за сборную Белоруссии по лёгкой атлетике в 1993—2005 годах, обладательница серебряной и двух бронзовых медалей чемпионатов мира, победительница и призёрка первенств республиканского значения, участница трёх летних Олимпийских игр. Заслуженный мастер спорта Республики Беларусь. Тренер по лёгкой атлетике.

## Биография
Валентина Цыбульская родилась 19 февраля 1968 года в городском посёлке Белыничи Могилёвской области Белорусской ССР. Училась в Белыничской средней школе, в детско-юношеской спортивной школе в Белыничах и в училище олимпийского резерва в Могилёве. Окончила факультет физического воспитания Могилёвского государственного университета (1998).
Занималась лёгкой атлетикой под руководством заслуженного тренера Республики Беларусь Фёдора Фёдоровича Кулаковского, выступала за физкультурно-спортивное общество «Динамо» (Могилёв).
Впервые заявила о себе на международном уровне в сезоне 1993 года, когда вошла в состав белорусской национальной сборной и выступила на Кубке мира по спортивной ходьбе в Монтеррее, где в личном зачёте 10 км заняла 35-е место.
В 1994 году в той же дисциплине показала 12-й результат на чемпионате Европы в Хельсинки.
В 1995 году была 13-й на Кубке мира в Пекине, 12-й на чемпионате мира в Гётеборге, закрыла десятку сильнейших на Универсиаде в Фукуоке.
На Кубке Европы 1996 года в Ла-Корунье финишировала шестой в личном зачёте 10 км и тем самым помогла своим соотечественницам стать бронзовыми призёрками женского командного зачёта. Благодаря череде удачных выступлений удостоилась права защищать честь страны на летних Олимпийских играх в Атланте — в 10-километровой гонке с результатом 43:21 пришла к финишу восьмой.
В 1997 году заняла 11-е место на Кубке мира в Подебрадах, завоевала бронзовую награду на чемпионате мира в Афинах.
В 1998 году показала 17-й результат на Кубке Европы в Дудинце и 15-й результат на чемпионате Европы в Будапеште.
В 1999 году в ходьбе на 5000 метров одержала победу на чемпионате Белоруссии в Минске, тогда как на Кубке мира в Мезидон-Канон заняла 25-е место в ходьбе на 20 км.
На Кубке Европы 2000 года в Айзенхюттенштадте стала восьмой в личном зачёте 20 км. Принимала участие в Олимпийских играх в Сиднее, где в дисциплине 20 км показала результат 1:36:44	и расположилась в итоговом протоколе соревнований на 28-й строке.
В 2001 году на Кубке Европы в Дудинце стала восьмой и третьей в личном и командном зачётах 20 км соответственно. На чемпионате мира в Эдмонтоне получила в той же дисциплине серебро, уступив только россиянке Олимпиаде Ивановой. На Играх доброй воли в Брисбене была четвёртой.
В 2002 году финишировала седьмой на Кубке мира в Турине.
На чемпионате мира 2003 года в Париже с личным рекордом 1:28:10 взяла бронзу.
В 2004 году заняла 37-е место на Кубке мира в Наумбурге, с результатом 1:31:49 стала 15-й на Олимпийских играх в Афинах.
В 2005 году показала 22-й результат на Кубке Европы в Мишкольце и вскоре завершила спортивную карьеру.
За выдающиеся спортивные достижения удостоена почётного звания «Заслуженный мастер спорта Республики Беларусь» (2003).
Впоследствии проявила себя на тренерском поприще, в сборной Белоруссии занимала должность старшего тренера по резерву.